# Amy Johnson
Amy Johnson (1. juli 1903 – 5. januar 1941) var en engelsk, kvindelig flyvepioner. I 1930 forsøgte hun at slå rekorden for soloflyvning fra London til Darwin, Australien – en rute på i alt 17.700 km. som hun missede med 3 døgn. The Daily Mail gav hende en pris på £10.000. 
I januar 1941 forsvandt hun over Themsen på en mission.